# 10253 Westerwald
A 10253 Westerwald (ideiglenes jelöléssel 2116 T-2) a Naprendszer kisbolygóövében található aszteroida. Cornelis Johannes van Houten,  Ingrid van Houten-Groeneveld és Tom Gehrels fedezte fel 1973. szeptember 29-én.